# 兵庫県の市町村旗一覧
兵庫県の市町村旗一覧（ひょうごけんのしちょうそんきいちらん）は、兵庫県内の市町村に制定されている、あるいは制定されていた市町村旗の一覧である。なお、一覧の順序は全国地方公共団体コード順による。廃止された市町村旗は廃止日から順に掲載している。

## 概要
- 他都道府県と比較して、北海道・宮崎県の自治体旗と自治体章同様にデザインが異なる。姫路市[1]・相生市[2]・伊丹市[3]・三木市[4]などの市部で市章とデザインが異なる自治体が多い。また、加古川市・赤穂市の自治体などは一部のデザインが旗では一部異なる。[5]

## 市部
| 市         | 市旗                  | 制定有無 | 制定日         | 旗の色                                                                                 | 備考                                                                             |
| ---------- | --------------------- | -------- | -------------- | -------------------------------------------------------------------------------------- | -------------------------------------------------------------------------------- |
| 神戸市     | （主旗編） （副旗篇） | あり     | 1970年6月1日   | 地色は緑色であり、紋章は白色が指定されている                                           |                                                                                  |
| 姫路市     |                       | あり     | 1969年5月3日   | 地色は萌黄色で紋章は白色が指定されている                                               | 市章とはデザインが異なる 由来は「ヒ」をシラサギの形に図案化したもの              |
| 尼崎市     |                       | あり     | 1936年         | 地色は白色であり、紋章は臙脂色が指定されている                                         |                                                                                  |
| 明石市     |                       | なし     | なし           | 地色は白色であり、紋章は赤色が指定されている                                           |                                                                                  |
| 西宮市     |                       | あり     | 1970年11月3日  | 地色は白色であり、紋章は左側は赤色・右側は緑色が指定されている                         | 市章とはデザインが異なる 由来は「に」を図案化したもの                            |
| 洲本市     |                       | あり     | 2006年2月11日  | 地色はセルリアンブルー色で紋章は白色が指定されている                                   | 旧・洲本市制時の1970年10月に制定され、新・市制施行後に継承される                 |
| 芦屋市     |                       | あり     | 1960年8月1日   | 地色は緑色で紋章は黄色が指定されている                                                 |                                                                                  |
| 伊丹市     |                       | あり     | 1980年11月10日 | 地色は青緑色であり、紋章は白色が指定されている                                         | 市章とはデザインが異なる 由来は「伊」を昆陽池のハクチョウを図案化したもの        |
| 相生市     |                       | あり     | 1992年10月1日  | 地色はマリンブルー色で紋章は白色が指定されている                                       | 市章とはデザインが異なる 「A」で海・船のセイル・波を表したもの 2代目の市旗である |
| 豊岡市     |                       | あり     | 2006年9月1日   | 地色は白色であり、紋章は濃青色が指定されている                                         | 2代目の市旗である                                                                |
| 加古川市   |                       | あり     | 1970年5月17日  | 地色は波側と交互にセルリアンブルー色・白色であり、紋章はバイオレット色が指定されている |                                                                                  |
| 赤穂市     |                       | あり     | 1971年11月     | 地色は青色・白色・緑色であり、紋章は赤色が指定されている                               | 紋章は左上に配されている                                                         |
| 西脇市     |                       | あり     | 2005年10月1日  | 地色は青色・白色・緑色であり、紋章は臙脂色が指定されている                             | 旧・西脇市制時の1952年4月1日に制定され、新・市制施行後に継承される               |
| 宝塚市     |                       | なし     | なし           | 地色は白色であり、紋章は赤色が指定されている                                           |                                                                                  |
| 三木市     |                       | あり     | 1966年8月10日  | 地色は紺色であり、紋章は白色が指定されている                                           | 市章とはデザインが異なる 由来は「M」を鋸の形に図案化したもの 2代目の市旗である   |
| 高砂市     |                       | あり     | 1954年12月14日 | 地色は青色であり、紋章は白色が指定されている                                           |                                                                                  |
| 川西市     |                       | なし     | なし           | 地色は白色であり、紋章は赤色が指定されている                                           |                                                                                  |
| 小野市     |                       | あり     | 1964年12月1日  | 地色は白色であり、紋章は赤色が指定されている                                           |                                                                                  |
| 三田市     |                       | あり     | 1956年12月7日  | 地色は緑色であり、紋章は白色が指定されている                                           | 1968年6月29日に告示される 三田町旗として制定され、市制施行後に継承される         |
| 加西市     |                       | あり     | 1968年6月10日  | 地色は白色であり、紋章は緑色が指定されている                                           |                                                                                  |
| 丹波篠山市 |                       | なし     | なし           | 地色は白色であり、紋章は緑色が指定されている                                           |                                                                                  |
| 養父市     |                       | なし     | なし           | 地色は白色であり、紋章は指定色が指定されている                                         |                                                                                  |
| 丹波市     |                       | なし     | なし           | 地色は緑色であり、紋章は白色が指定されている                                           |                                                                                  |
| 南あわじ市 |                       | あり     | 2005年1月11日  | 地色は白色であり、紋章は指定色が指定されている                                         |                                                                                  |
| 朝来市     |                       | なし     | なし           | 地色は白色であり、紋章は指定色が指定されている                                         |                                                                                  |
| 淡路市     |                       | なし     | なし           | 地色は白色であり、紋章は青色が指定されている                                           |                                                                                  |
| 宍粟市     |                       | あり     | 2005年4月1日   | 地色は白色であり、紋章は指定色が指定されている                                         |                                                                                  |
| たつの市   |                       | あり     | 2005年10月1日  | 地色は白色であり、紋章は指定色が指定されている                                         |                                                                                  |
| 加東市     |                       | あり     | 2006年3月20日  | 地色は白色であり、紋章は青緑色が指定されている                                         |                                                                                  |

## 町村部
| 郡     | 町村     | 市町村旗              | 制定有無 | 制定日        | 旗の色                                                                                                  | 備考              |
| ------ | -------- | --------------------- | -------- | ------------- | --- | ----------------- |
| 川辺郡 | 猪名川町 |                       | あり     | 1975年9月16日 | 地色は緑色であり、紋章は白色が指定されている                                                            |                   |
| 多可郡 | 多可町   |                       | なし     | なし          | 地色は白色であり、紋章は指定色が指定されている                                                          |                   |
| 加古郡 | 稲美町   |                       | なし     | なし          | 地色は緑色であり、紋章は白色が指定されている                                                            |                   |
| 加古郡 | 播磨町   | （青色篇） （紫色篇） | なし     | なし          | 青色篇:地色は青色であり、紋章は白色が指定されている 紫色篇:地色は紫色であり、紋章は白色が指定されている |                   |
| 神崎郡 | 市川町   |                       | なし     | なし          | 地色は白色であり、紋章は青色が指定されている                                                            |                   |
| 神崎郡 | 福崎町   |                       | なし     | なし          | 地色は藍色であり、紋章は白色が指定されている                                                            |                   |
| 神崎郡 | 神河町   |                       | なし     | なし          | 地色は白色であり、紋章は指定色が指定されている                                                          |                   |
| 揖保郡 | 太子町   |                       | なし     | なし          | 地色は白色であり、紋章は赤色が指定されている                                                            |                   |
| 赤穂郡 | 上郡町   |                       | なし     | なし          | 地色は青色であり、紋章は白色が指定されている                                                            |                   |
| 佐用郡 | 佐用町   |                       | あり     | 2006年3月31日 | 地色は白色であり、紋章は指定色が指定されている                                                          | 2代目の町旗である |
| 美方郡 | 香美町   |                       | なし     | なし          | 地色は白色であり、紋章は指定色が指定されている                                                          |                   |
| 美方郡 | 新温泉町 |                       | なし     | なし          | 地色は白色であり、紋章は指定色が指定されている                                                          |                   |

## 廃止された市町村旗
| 市郡   | 町村     | 市町村旗       | 制定有無 | 制定日         | 廃止日         | 旗の色                                                                 | 備考                                                                                   |
| ------ | -------- | -------------- | -------- | -------------- | -------------- | ---------------------------------------------------------------------- | -------------------------------------------------------------------------------------- |
| 三木市 |          |                | なし     | なし           | 1966年8月10日  | -                                                                      | 初代の市旗である                                                                       |
| 相生市 |          |                | なし     | なし           | 1992年10月1日  | 地色は青色であり、紋章は白色が指定されている                           | 初代の市旗である                                                                       |
| 多紀郡 | 篠山町   |                | なし     | なし           | 1999年4月1日   | 地色は白色であり、紋章は緑色が指定されている                           |                                                                                        |
| 多紀郡 | 丹南町   |                | なし     | なし           | 1999年4月1日   | 地色は緑色であり、紋章は白色が指定されている                           |                                                                                        |
| 多紀郡 | 西紀町   |                | なし     | なし           | 1999年4月1日   | 地色は藍色であり、紋章は白色が指定されている                           |                                                                                        |
| 多紀郡 | 今田町   |                | なし     | なし           | 1999年4月1日   | 地色は藍色であり、紋章は白色が指定されている                           |                                                                                        |
| 養父郡 | 養父町   |                | なし     | なし           | 2004年4月1日   | -                                                                      |                                                                                        |
| 養父郡 | 八鹿町   |                | なし     | なし           | 2004年4月1日   | 地色は白色であり、紋章は緑色が指定されている                           |                                                                                        |
| 養父郡 | 大屋町   |                | なし     | なし           | 2004年4月1日   | -                                                                      |                                                                                        |
| 養父郡 | 関宮町   |                | なし     | なし           | 2004年4月1日   | -                                                                      |                                                                                        |
| 氷上郡 | 柏原町   |                | なし     | なし           | 2004年11月1日  | 地色は緑色であり、紋章は白色が指定されている                           |                                                                                        |
| 氷上郡 | 氷上町   |                | なし     | なし           | 2004年11月1日  | -                                                                      |                                                                                        |
| 氷上郡 | 春日町   |                | なし     | なし           | 2004年11月1日  | 色は白色であり、紋章は藍色が指定されている                             |                                                                                        |
| 氷上郡 | 山南町   |                | なし     | なし           | 2004年11月1日  | -                                                                      |                                                                                        |
| 氷上郡 | 市島町   |                | なし     | なし           | 2004年11月1日  | -                                                                      |                                                                                        |
| 氷上郡 | 青垣町   |                | なし     | なし           | 2004年11月1日  | -                                                                      |                                                                                        |
| 三原郡 | 三原町   |                | なし     | なし           | 2005年1月11日  | 地色は緑色であり、紋章は白色が指定されている                           |                                                                                        |
| 三原郡 | 西淡町   |                | なし     | なし           | 2005年1月11日  | 地色は水色であり、紋章は白色が指定されている                           |                                                                                        |
| 三原郡 | 南淡町   |                | なし     | なし           | 2005年1月11日  | 地色は白色であり、紋章は深緑色が指定されている                         |                                                                                        |
| 三原郡 | 緑町     |                | なし     | なし           | 2005年1月11日  | 地色は白色であり、紋章は緑色が指定されている                           |                                                                                        |
| 朝来郡 | 和田山町 |                | なし     | なし           | 2005年4月1日   | 地色は藍色であり、紋章は白色が指定されている                           |                                                                                        |
| 朝来郡 | 山東町   |                | なし     | なし           | 2005年4月1日   | 地色は水色であり、紋章は白色が指定されている                           |                                                                                        |
| 朝来郡 | 朝来町   |                | なし     | なし           | 2005年4月1日   | 地色は緑色であり、紋章は白色が指定されている                           |                                                                                        |
| 朝来郡 | 生野町   |                | なし     | なし           | 2005年4月1日   | 地色は深緑色であり、紋章は白色が指定されている                         |                                                                                        |
| 津名郡 | 津名町   |                | あり     | 1973年         | 2005年4月1日   | 地色は緑色であり、紋章は白色が指定されている                           |                                                                                        |
| 津名郡 | 淡路町   |                | なし     | なし           | 2005年4月1日   | -                                                                      |                                                                                        |
| 津名郡 | 北淡町   |                | なし     | なし           | 2005年4月1日   | 地色は藍色であり、紋章は白色が指定されている                           |                                                                                        |
| 津名郡 | 一宮町   |                | なし     | なし           | 2005年4月1日   | -                                                                      |                                                                                        |
| 津名郡 | 東浦町   |                | なし     | なし           | 2005年4月1日   | -                                                                      |                                                                                        |
| 宍粟郡 | 山崎町   |                | なし     | なし           | 2005年4月1日   | 地色は青色であり、紋章は白色が指定されている                           |                                                                                        |
| 宍粟郡 | 一宮町   |                | なし     | なし           | 2005年4月1日   | 地色は藍色であり、紋章は白色が指定されている                           |                                                                                        |
| 宍粟郡 | 波賀町   |                | なし     | なし           | 2005年4月1日   | 地色は白色であり、紋章は緑色が指定されている                           |                                                                                        |
| 宍粟郡 | 千種町   |                | なし     | なし           | 2005年4月1日   | 地色は緑色であり、紋章は白色が指定されている                           |                                                                                        |
| 豊岡市 |          |                | あり     | 1991年4月1日   | 2005年4月1日   | 地色は左側は青色・中側は白色・右側は赤色が・紋章は黒色が指定されている | 左右の波線は円山川を表したものである 制定前は色は指定されていなかった 初代の市旗である |
| 城崎郡 | 城崎町   |                | あり     | 告示せず       | 2005年4月1日   | 地色は深緑色であり、紋章は白色が指定されている                         |                                                                                        |
| 城崎郡 | 竹野町   |                | あり     | 告示せず       | 2005年4月1日   | 地色は青色であり、紋章は白色が指定されている                           |                                                                                        |
| 城崎郡 | 日高町   |                | あり     | 告示せず       | 2005年4月1日   | 地色は深緑色であり、紋章は白色が指定されている                         |                                                                                        |
| 出石郡 | 出石町   |                | あり     | 告示せず       | 2005年4月1日   | 地色は白色であり、紋章は緑色が指定されている                           |                                                                                        |
| 出石郡 | 但東町   |                | あり     | 1966年9月30日  | 2005年4月1日   | 地色は白色であり、紋章は紫色が指定されている                           |                                                                                        |
| 城崎郡 | 香住町   |                | なし     | なし           | 2005年4月1日   | 地色は白色であり、紋章は赤色が指定されている                           |                                                                                        |
| 美方郡 | 村岡町   |                | なし     | なし           | 2005年4月1日   | 地色は臙脂色であり、紋章は白色が指定されている                         |                                                                                        |
| 美方郡 | 美方町   |                | なし     | なし           | 2005年4月1日   | 地色は青色であり、紋章は白色が指定されている                           |                                                                                        |
| 美方郡 | 浜坂町   |                | なし     | なし           | 2005年10月1日  | 地色は緑色であり、紋章は白色が指定されている                           |                                                                                        |
| 美方郡 | 温泉町   |                | なし     | なし           | 2005年10月1日  | -                                                                      |                                                                                        |
| 多可郡 | 黒田庄町 |                | なし     | なし           | 2005年10月1日  | 地色は深緑色であり、紋章は黒色が指定されている                         |                                                                                        |
| 龍野市 |          |                | あり     | 1951年4月1日   | 2005年10月1日  | 地色は白色であり、紋章は赤色が指定されている                           |                                                                                        |
| 揖保郡 | 揖保川町 |                | なし     | なし           | 2005年10月1日  | 地色は藍色であり、紋章は白色が指定されている                           |                                                                                        |
| 揖保郡 | 御津町   |                | なし     | なし           | 2005年10月1日  | 地色は白色であり、紋章は青色が指定されている                           |                                                                                        |
| 揖保郡 | 新宮町   |                | なし     | なし           | 2005年10月1日  | 地色は青緑色であり、紋章は白色が指定されている                         |                                                                                        |
| 佐用郡 | 佐用町   |                | なし     | なし           | 2005年10月1日  | 地色は藍色であり、紋章は白色が指定されている                           | 初代の町旗である                                                                       |
| 佐用郡 | 上月町   | （著作権存続） | なし     | なし           | 2005年10月1日  | 地色は水色であり、紋章は白色が指定されている                           |                                                                                        |
| 佐用郡 | 南光町   | （著作権存続） | なし     | なし           | 2005年10月1日  | 地色は白色であり、紋章は赤色が指定されている                           |                                                                                        |
| 佐用郡 | 三日月町 |                | なし     | なし           | 2005年10月1日  | 地色は藍色であり、紋章は白色が指定されている                           |                                                                                        |
| 美嚢郡 | 吉川町   |                | 未制定   | 未制定         | 2005年10月24日 | 地色は白色であり、紋章は緑色が指定されている                           |                                                                                        |
| 多可郡 | 加美町   |                | あり     | 1956年4月1日   | 2005年11月1日  | 地色は緑色であり、紋章は白色が指定されている                           |                                                                                        |
| 多可郡 | 中町     |                | あり     | 1965年12月25日 | 2005年11月1日  | 地色は緑色であり、紋章は白色が指定されている                           |                                                                                        |
| 多可郡 | 八千代町 |                | あり     | 1963年3月26日  | 2005年11月1日  | 地色は白色であり、紋章は青色が指定されている                           |                                                                                        |
| 神崎郡 | 神崎町   |                | なし     | なし           | 2005年11月7日  | -                                                                      |                                                                                        |
| 神崎郡 | 大河内町 |                | なし     | なし           | 2005年11月7日  | -                                                                      |                                                                                        |
| 津名郡 | 五色町   |                | なし     | なし           | 2006年2月11日  | -                                                                      |                                                                                        |
| 加東郡 | 社町     |                | あり     | 1966年4月3日   | 2006年3月20日  | 地色は水色であり、紋章は白色が指定されている                           |                                                                                        |
| 加東郡 | 滝野町   |                | 未制定   | 未制定         | 2006年3月20日  | 地色は白色であり、紋章は緑色が指定されている                           |                                                                                        |
| 加東郡 | 東条町   |                | 未制定   | 未制定         | 2006年3月20日  | 地色は水色であり、紋章は白色が指定されている                           |                                                                                        |
| 飾磨郡 | 夢前町   |                | なし     | なし           | 2006年3月27日  | 地色は水色であり、紋章は白色が指定されている                           |                                                                                        |
| 飾磨郡 | 家島町   |                | なし     | なし           | 2006年3月27日  | 地色は青緑色であり、紋章は白色が指定されている                         |                                                                                        |
| 宍粟郡 | 安富町   |                | なし     | なし           | 2006年3月27日  | 地色は緑色であり、紋章は白色が指定されている                           |                                                                                        |
| 神崎郡 | 香寺町   |                | なし     | なし           | 2006年3月27日  | 地色は緑色であり、紋章は白色が指定されている                           |                                                                                        |

### 書籍
- 中川幸也『シリーズ人間とシンボル第2号「都市の旗と紋章」』中川ケミカル、1987年10月11日。
- NHK情報ネットワーク『NHKふるさとデータブック6 [近畿]』日本放送協会、1992年5月1日。

### パンフレット
- 宍粟市『宍粟市章デザインマニュアル』兵庫県宍粟市。
- たつの市『たつの市章デザインマニュアル』兵庫県たつの市。
- 佐用町『佐用町章デザインマニュアル』兵庫県佐用郡佐用町。
- 津名町役場 町長公室 広報係『明日への潮流 津名町50周年記念誌』兵庫県津名郡津名町、2005年3月。